# Matematika

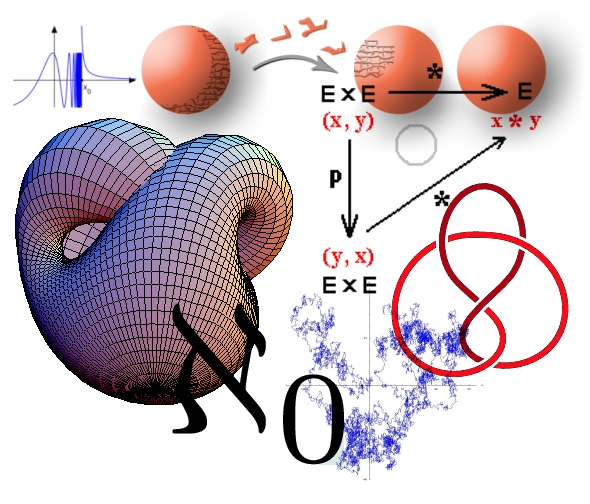
Ilustrace šíře matematických disciplín

Matematika (z řeckého μαθηματικός (mathématikos) = milující poznání; μάθημα (mathéma) = věda, vědění, poznání) je věda zabývající se z formálního hlediska kvantitou, strukturou, prostorem a změnou. Matematika je též popisována jako disciplína, jež se zabývá vytvářením abstraktních entit a vyhledáváním zákonitých vztahů mezi nimi.
Matematika je založena a budována jako exaktní věda. Její exaktnost (podobně jako jiných exaktních věd) tkví v tom že, jak matematické objekty, tak i operace nad nimi jsou exaktně vytyčeny (tj. s nulovou vnitřní vágností), tedy tak, že každý v matematice (v dané exaktní vědě) vzdělaný člověk naprosto přesně (bez jakýchkoli pochyb) ví, co znamenají. To je podstata exaktnosti této disciplíny. V rámci matematiky existuje ale ještě jinak chápaná exaktnost, a to exaktnost použitých metod a jejich výsledků:
Příkladem může být exaktní a neexaktní řešení: Některé aplikace jsou řešitelné pouze opuštěním přísného a omezujícího požadavku exaktnosti výsledku. Například proto, že neexistuje matematická funkce, která by byla (exaktním) řešením dané diferenciální rovnice. Může ale existovat posloupnost funkcí, která s libovolnou přesností (nikoli však exaktně), řešením té rovnice je. Dosazením exaktního výsledku (řešení) do výchozího vztahu (rovnice) dostáváme identitu. Neexaktní výsledek se od exaktního liší o „chybu “, takže po jeho dosazení identitu nedostaneme.
Charakteristickou vlastností matematiky je její důraz na absolutní přesnost metod a nezpochybnitelnost výsledků. Tyto vlastnosti, které matematiku odlišují od všech ostatních vědních disciplín, mají původ již v antickém Řecku. Nejstarším dochovaným příkladem tohoto přístupu je kniha řeckého matematika Euklida Základy pocházející z 4. století př. n. l.
Široké veřejnosti je známa tzv. elementární matematika, která se zabývá operováním s čísly, řešením praktických úloh, jednoduchých rovnic a popisem základních geometrických objektů. Ve fyzice, informatice, chemii, ekonomii a dalších oborech se často využívají výsledky aplikované matematiky, která je také těmito obory zpětně ovlivňována. Tzv. čistá matematika se zabývá pouze vysoce abstraktními pojmy, jejichž definování není přímo motivováno praktickým užitkem v reálném světě. Některé obory čisté matematiky se nacházejí na pomezí s logikou či filozofií.

## Charakteristika metod acílů matematiky
Mezi jinými vědami se matematika vyznačuje nejvyšší mírou abstrakce a přesnosti. Díky těmto vlastnostem je často označována za královnu věd. Tzv. matematický důkaz je nejspolehlivější známý způsob, jak ověřovat pravdivost tvrzení. V matematice jsou za spolehlivá považována pouze ta tvrzení (nazývané věty), ke kterým je znám matematický důkaz. Nové pojmy jsou vytvářeny jednoznačnými definicemi z pojmů již zavedených.
Pro současnou matematiku je typická vysoká přesnost, zajišťovaná úplnou formalizací. Je-li stanoveno několik základních tvrzení (tzv. axiomy), je z nich možné s použitím odvozovacích pravidel založených na logice odvodit další pravdivá tvrzení pomocí formálních důkazů. Výklad matematických poznatků tak spočívá v definování nových pojmů, formulování platných vět o nich (případně takových vět, které je dávají do souvislosti s pojmy staršími) a dokazování pravdivosti těchto vět. Matematické práce mají proto často strukturu „definice – věta – důkaz“ s minimem doplňujícího textu či zcela bez něj. Stejně jako v jiných vědních disciplínách se také může objevit formulace neověřené hypotézy - předpokladu (jako výzva k jejímu dokázání či vyvrácení) nebo položení dosud nezodpovězené otázky.
Některé z matematikou vytvářených abstraktních pojmů slouží k vysvětlení či snadnějšímu uchopení pojmů dalších, jiné slouží v jiných vědních oborech jako nástroj k popisu určitých jevů nebo jako idealizovaný model reálných objektů či systémů, další pak umožňují precizaci a rozvoj konceptů a myšlenek některých disciplín filozofie. Zákonitosti objevené mezi těmito pojmy lze při vhodné aplikaci zpětně přeformulovat jako pravidla a vlastnosti skutečného světa nebo jako obecně platné teze. To však již není úkolem matematiky, nýbrž příslušné jiné disciplíny.

## Jazyk matematiky je umělý formální jazyk

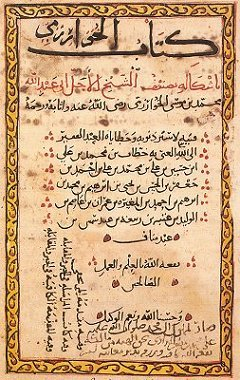
Stránka z knihy Al-Kitāb al-muḫtaṣar fī ḥisāb al-ğabr wa-l-muqābala od perského matematika Al-Chorezmího, v níž jsou položeny základy algebry

Je třeba připomenout, že jazyk matematiky je umělý formální jazyk, pro který platí kategorický požadavek exaktní (tj. s nulovou vnitřní vágností) interpretace všech jeho jazykových konstrukcí. Umělými formálními jazyky jsou i jazyky všech typů formálních logik a programovací jazyky. Nelze tedy např. v jakékoli formální logice použít přirozený jazyk, neboť ten má inherentně vágní, a tak i emocionální interpretaci (říkáme jí konotace) všech svých jazykových konstrukcí.. S tímto omylem se můžeme setkat v některých učebnicích formální logiky nebo umělé inteligence viz reprezentace znalostí. Je to překročení hranic exaktního světa porušením podmínky exaktní interpretace. Pro hlubší pochopení problému: Přirozený jazyk nemůže být součástí exaktního světa, nemá exaktní interpretaci svých jazykových konstrukcí. Například pokud nějaký objekt exaktního světa, třeba veličinu „Rychlost pohybu tělesa“, místo (obvyklého) symbolu V (jednočlenného řetězce symbolů), označíme konstrukcí přirozeného jazyka (větou): Marjánka se na něj usmívala, nelze tuto větu chápat jako větu přirozeného jazyka (a přiřazovat jí obvyklý význam), ale nutně jen jako řetězec symbolů dostávající v exaktním světě nový význam, a to jméno té veličiny. Ona věta dostává tedy stejný význam, jako měl původně symbol V. Přiřazení významu té větě je pak exaktní, jak odpovídá statutu veličiny jako elementu exaktního světa. Ještě poznamenejme, že pokud umělé formální jazyky mají vypovídat o znalostech v reálném světě, musí se tak dít prostřednictvím veličin viz Exaktní věda, jinak nelze. Veličina je jediným prostředníkem mezi reálným a exaktním světem.

## Historie
Vznik matematiky byl zapříčiněn především potřebou řešit praktické úlohy, jako například různé obchodní úlohy, vyměřování a dělení pozemků, stavebnictví a měření času. Historie matematiky sahá až do pravěku, kdy vznikly první abstraktní matematické pojmy – přirozená čísla. Velký rozvoj prodělala v antickém Řecku, kde výrazných úspěchů dosáhla zejména geometrie. Další etapou prudkého rozvoje matematiky byl raný novověk, kdy byly především Descartem ustaveny základy matematické analýzy. Poté se díky práci Newtona, Leibnize, Eulera, Gausse a dalších matematiků podařilo dosáhnout zásadních výsledků v oblasti analýzy zejména položením základů diferenciálního a integrálního počtu.
Jiným významným obdobím dějin matematiky byl přelom 19. a 20. století, kdy zkoumání dokazatelnosti tvrzení bylo postaveno na solidní a formální základ, objevy v matematické logice a zavedením axiomatické teorie množin. Touto dobou začaly být též zkoumány abstraktní struktury, což umožňuje jedním důkazem ověřit matematické tvrzení pro širokou skupinu matematických objektů. Vyvrcholením tohoto trendu byl v polovině 20. století vznik teorie kategorií, která je pokládána za nejobecnější a nejabstraktnější matematickou disciplínu.

## Matematické disciplíny
Hlavní klasické disciplíny matematiky se vyvinuly ze čtyř praktických lidských potřeb – potřeby počítat při obchodování, porozumět vztahům mezi číselně vyjádřenými množstvími, vyměřování pozemků a staveb a předpovídání astronomických jevů. Z těchto čtyř potřeb vznikly čtyři klasické matematické disciplíny – po řadě aritmetika, algebra, geometrie a matematická analýza, které se zabývají zhruba řečeno čtyřmi základními oblastmi zájmu matematiky – kvantitou, strukturou, prostorem a změnou. Později se díky snahám zastřešit tyto čtyři disciplíny jednotnou matematickou teorií a dosáhnout co největší přesnosti a nezpochybnitelnosti výsledků rozvinulo několik vzájemně provázaných disciplín nazývaných souhrnně základy matematiky. Tyto disciplíny kromě výše zmíněného umožnily také hlubší propojení matematiky s filozofií či rozvoj teoretické informatiky. Ve 20. století zaznamenaly ohromný rozvoj disciplíny aplikované matematiky, které slouží jako důležité nástroje v nejrůznější oborech lidské činnosti.

### Kvantita
Studium kvantity je vůbec nejstarší oblastí matematiky. Jeho počátky se objevují již v pravěku, kdy dochází k porozumění pojmu přirozeného čísla. Postupem času následuje vytváření základních aritmetických operací a rozšiřování číselného oboru přes čísla celá, racionální, reálná a komplexní až k různým specializovaným číselným oborům jako jsou hyperkomplexní čísla, kvaterniony, oktoniony, ordinální a kardinální čísla nebo surreálná čísla.
I v teorii přirozených čísel zůstává dosud mnoho snadno formulovatelných otevřených problémů, např. hypotéza prvočíselných dvojic nebo Goldbachova hypotéza. Zřejmě nejslavnější problém celé matematiky, velká Fermatova věta, byl vyřešen v roce 1995 po 350 letech marných pokusů.
| {\displaystyle 1;2;3\,\!} | {\displaystyle -2;-1;0;1;2\,\!} | {\displaystyle -2;{\frac {2}{3}};1{,}21\,\!} | {\displaystyle -e;{\sqrt {2}};3;\pi \,\!} | {\displaystyle 2;i;-2+3i;2e^{i{\frac {4\pi }{3}}}\,\!} |
| Přirozená čísla           | Celá čísla                      | Racionální čísla                             | Reálná čísla                              | Komplexní čísla                                        |

### Struktura
Mnoho matematických objektů jako množiny čísel či funkcí vykazují jistou vnitřní strukturu. Abstrahováním některých z těchto strukturálních vlastností vznikly pojmy grupa (skupina), okruh, těleso a další. Studiem těchto abstraktních konceptů se zabývá algebra. Její důležitou součástí je lineární algebra, která se zabývá studiem vektorových prostorů, jež v sobě kombinují tři ze čtyř okruhů zájmu matematiky – kvantitu, strukturu a prostor. Diferenciální a integrální počet přidává k těmto třem okruhům i čtvrtý – změnu.
|              |         |             |                   |
| Teorie čísel | Algebra | Teorie grup | Teorie uspořádání |

### Prostor
Studium prostoru začíná v matematice již ve starověku geometrií – konkrétně euklidovskou. Trigonometrie přibírá do hry fenomén kvantity. Základním tvrzením této kvantitativní geometrie je Pythagorova věta. V pozdějších dobách dochází k zobecňování směrem k vícedimenzionálním prostorům, neeuklidovským geometriím a topologii. Uvažováním v kvantitativních sférách se dostáváme k analytické, diferenciální a algebraické geometrii. Diferenciální geometrie se zabývá studiem hladkých křivek a ploch v prostoru, algebraická pak geometrickou reprezentací množin kořenů polynomů více proměnných. Topologické grupy v sobě kombinují fenomény prostoru a struktury, Lieovy grupy přidávají navíc ještě změnu.
|           |               |                         |           |                     |
| Geometrie | Trigonometrie | Diferenciální geometrie | Topologie | Fraktální geometrie |

### Změna
Pochopení a popis změny je základní snahou přírodních věd. Mocným nástrojem k uchopení fenoménu změny je kalkulus matematické analýzy, který využívá konceptu funkce. Studiem funkcí na oboru reálných čísel se zabývá reálná analýza, obdobnou disciplínou pro komplexní případ je komplexní analýza. Její součástí je pravděpodobně nejslavnější i nejtěžší nevyřešený problém současné matematiky – Riemannova hypotéza. Funkcionální analýza se zabývá studiem přirozeně vznikajících prostorů funkcí, jednou z mnoha aplikací tohoto oboru je kvantová mechanika. Pomocí diferenciálních rovnic je možné studovat problematiku změn kvantitativních veličin. Vysoce složité přírodní systémy slouží jako inspirace pro studium dynamických systémů a teorie chaosu.
|                     |                 |                       |                   |               |
| Matematická analýza | Vektorový počet | Diferenciální rovnice | Dynamické systémy | Teorie chaosu |

### Základy matematiky a filozofie
Ve snaze objasnit a zpřesnit základní kameny matematiky byly na konci 19. století položeny základy disciplínám teorie množin a matematické logiky, jež bývají souhrnně označovány jako základy matematiky. Na pomezí základů matematiky a abstraktní algebry leží teorie kategorií.
Matematická logika poskytuje pevný axiomatický rámec celé matematice a svojí maximální přesností zaštiťuje nezpochybnitelnost všech matematických výsledků. Teorie důkazu precizuje a matematizuje základní principy rozumového odvozování a nutného vyplývání. Teorie modelů studuje logické koncepty pomocí algebraických metod. Formální studium aritmetických teorií jako jsou Robinsonova či Peanova aritmetika má velký význam i pro filozofické otázky týkající se hranic deduktivní metody. Odpovědí na většinu těchto otázek je nejslavnější výsledek celé logiky – Gödelovy věty o neúplnosti. Teorie rekurze má velký význam pro teoretické základy informatiky.
Teorie množin je často označována jako „svět matematiky“. Každá jiná matematická disciplína může být považována za součást teorie množin. Kromě toho má teorie množin vlastní obor studia zaměřený z větší části na pochopení a popis fenoménu nekonečna v jeho aktuální podobě. Slavným problémem teorie množin byla hypotéza kontinua, filozofické dopady má otázka axiomu výběru.
| {\displaystyle P\Rightarrow Q\,} |               |                  |
| Matematická logika               | Teorie množin | Teorie kategorií |

### Diskrétní matematika
Jako diskrétní matematika se označují oblasti matematiky, které se zabývají studiem konečných diskrétních systémů. Její podobory mají obvykle velký praktický význam v informatice a programování. Patří sem disciplíny jako teorie složitosti, teorie informace nebo studium teoretických modelů počítačů, jakým je Turingův stroj. Teorie výpočetní složitosti se zabývá časovou náročností algoritmů zpracovávaných v počítačích, teorie informace možnostmi efektivního skladování informací na záznamových médiích – studuje pojmy komprese dat, entropie apod. Nejslavnějším problémem těchto disciplín je „problém P = NP“. Dalšími součástmi diskrétní matematiky jsou kombinatorika, teorie grafů nebo kryptografie.
| {\displaystyle {\begin{matrix}(1,2,3)&(1,3,2)\\(2,1,3)&(2,3,1)\\(3,1,2)&(3,2,1)\end{matrix}}} |                |              |              |
| Kombinatorika                                                                                 | Teorie výpočtů | Kryptografie | Teorie grafů |

### Aplikovaná matematika
Aplikovaná matematika používá abstraktní matematické nástroje k řešení praktických problémů z jiných oblastí vědy, obchodu apod. Statistika používá teorii pravděpodobnosti k popisu, analýze a předpovídání jevů, v nichž hraje důležitou roli náhoda. Numerická matematika vytváří a teoreticky zaštiťuje počítačové výpočetní metody pro řešení širokého spektra úloh příliš náročných pro člověka. Využívá ji počítačové modelování s mnoha aplikacemi při popisu a předpovědi fyzikálních, meteorologických, sociologických, chemických a jiných jevů. Ve světě obchodu a bankovnictví hraje důležitou roli finanční matematika. K popisu ekonomických fenoménů slouží často jazyk a výsledky teorie her.
|                    |                                |                      |              |                         |            |                     |            |
| Matematická fyzika | Matematické modelování tekutin | Numerická matematika | Optimalizace | Teorie pravděpodobnosti | Statistika | Finanční matematika | Teorie her |